# Rode lebmaagworm
De rode lebmaagworm (Haemonchus contortus) is een rondworm uit de familie Trichostrongylidae. Het is een belangrijke ziekteverwekker in herkauwers, met name bij schapen en geiten. Infectie met deze worm wordt haemonchose genoemd. De volwassen worm zet zich vast in het slijmvlies van de lebmaag en voedt zich daar met bloed. Hij veroorzaakt bloedarmoede en paratuberculose, en uiteindelijk de dood van het dier. De rode lebmaagworm richt ook in België en Nederland schade aan.
Het volwassen vrouwtje is 18–30 mm lang, het mannetje 10–20 mm. Het vrouwtje heeft karakteristieke rode strepen waardoor ze aan een kapperspaal doet denken. Daarom wordt de worm in het Engels ook wel barber's pole worm genoemd.
Het vrouwtje legt 5.000 tot 10.000 eieren per dag. De eitjes zijn 70–85 μm lang en 44 μm breed. Zij verlaten het lichaam van de gastheer via de ontlasting, met name in het voorjaar tijdens het lammeren. De larven voeden zich met bacteriën die in de fecaliën leven. De L1-larve vervelt in de ontlasting tot L2-larve. De L2-larve vervelt ook in de ontlasting in een infectieuze L3-larve, die wordt opgenomen door de schapen of geiten als deze gras eten. De worm overwintert in de lebmaag van het dier. In de lebmaag vervelt de L3-larve in een L4-larve en vervolgens in een L5-volwassen rondworm, waarna paring plaatsvindt. De volwassen rondwormen leven van het bloed van de gastheer. In het voorjaar begint de volgende cyclus.
Infectie met de rode lebmaagworm kan herkend worden door de slijmvliezen rond de ogen van de schapen te controleren. Ter bevestiging kan eventueel een mestonderzoek in een laboratorium uitgevoerd worden. Voor de bestrijding van de worm worden anthelminthica gebruikt. Een voorbeeld hiervan is nitroxinil. In sommige gevallen zijn de wormen echter resistent tegen deze medicijnen. Er worden ook natuurlijke geneesmiddelen onderzocht, waaronder Sericea lespedeza.